# Język palu’e
Język palu’e (a. palue, paluqe), także lu’a (sara Lu’a) – język austronezyjski używany przez mieszkańców wyspy Palu’e w prowincji Małe Wyspy Sundajskie Wschodnie we wschodniej Indonezji. Według danych szacunkowych z 1997 roku posługiwało się nim wówczas 10 tys. osób. Ludność Palu’e zamieszkuje też pewne zakątki Flores.
Przypuszczalnie tworzy grupę z językami ende i li’o. Jest blisko spokrewniony z językami centralnego Flores, lecz został sklasyfikowany poza tą grupą. Wykazuje pewien stopień wzajemnej zrozumiałości z językiem li’o. Nazwa „palu’e” uchodzi za określenie pochodzenia obcego.
Jest w pewnym stopniu zagrożony wymarciem, do czego przyczyniają się migracje ludności, erupcje wulkaniczne oraz modernizacja. Odnotowano silny wpływ języka indonezyjskiego; dodatkowo część osób zna bliski geograficznie język li’o. Doszło do zaniku elementów kultury tradycyjnej. Niemniej zaobserwowano, że palu’e pozostaje w użyciu i jest przekazywany międzypokoleniowo (na wyspie Palu’e); jednocześnie rejestr rytualny cechuje się niskim poziomem żywotności.
W palu’e występują różnice dialektalne, czemu sprzyja topografia wyspy; poszczególne odmiany języka są jednak wzajemnie zrozumiałe. Podział na odmiany lokalne odpowiada podziałom subetnicznym.
Dokumentacją języka palu’e zajmował się Stefan Danerek. Wcześniej badania w regionie prowadzili Inyo Yos Fernandez i Mark Donohue. Sporządzono listę słownictwa (M. Donohue, 2003) oraz słownik (S. Danerek, 2019) . Bywa zapisywany alfabetem łacińskim, przy czym brak ogólnie przyjętej ortografii.